# Primarna plućna hipertenzija
Primarna plućna hipertenzija (skraćeno IPAH) stanje u plućima koje se karakteriše povećanjem pritiska u arterijskom delu plućne vaskularne mreže čiji uzrok nije poznat. Zbog toga se ova vrsta plućne hipertenzije nosi i nazive idiopatska, esencijalna, a najčešće primarna plućna hipertenzija. Neblagovremeno dijagnostikovana i nelečena IPAH dovodi do desnostrane srčane insuficijencije i smrti bolesnika.

## Etiologija
Pravi uzrok plućne hipertenzije nije poznat, pa se zato mnogi etiološki faktori dovođeni su u vezu sa ovom bolešću. Kao mogući uzrok najčešće su navođene ponavljane asimptomatske sitne plućne embolije koje se rasipaju u zahvaćenom delu pluća i otežavaju ili smanjuju protok kroz taj deo pluća. Ponavljajući se, asimptomatske plućne embolije remete deo po deo plućne mreže, čime otežavaju protok krvi i uzrokuju povećanje tenzije. Smatra se i da tromboembolijski procesi u sitnim plućnim arterijama mogu da nastanu u samim plućnim arteriolama pojavom tromboze.
U skorije vreme pretpostavlja se da bi osnovni poremećaj mogao da bude disfunkcija endotela plućnih krvnih sudova. 
U nekim slučajevima plućna hipertenzija je posledica parazitarnih oboljenja, kao što je šistozomijaza ili filarijaza, ili višestrukih tromboza plućne arterije usled oboljenja srpastih ćelija.
Opisani su i drugi etiološki činioci, među njima kolagene vaskularne bolesti (nodozni poliarteritis, Takayasu arteritis) koje se mogu javiti uz PPH. Zatim upotreba anorektičnog sredstva aminorex fumarata može se dovesti u vezu sa IPAH, kao i alkaloidi biljaka iz biljnih čajeva, potom oralna kontraceptivna sredstva koja izazivaju hiperkoagubilno stanje. 
Poznati su i kongenitalni slučajevi bolesti, a u nekim porodicama zabeleženo je više slučajeva IPAH.

## Klinička klasifikacija plućne hipertenzije
Klinička klasifikacija plućne hipertenzije namenjena je da grupiše različita klinička stanja u pet grupa prema sličnosti kliničke prezentacije, patološkim nalazima, hemodinamskim karakteristikama i strategiji lečenja. Ona je podložna ažuriranju kada budu dostupni novi podaci ili kada se razmotre novi klinički entiteti. 
 Sveobuhvatna klinička klasifikacija plućne hipertenzije (ažurirano prema Simonneau i sar).
| 1. Plućna arterijska hipertenzija (PAH) |
| 1.1. Idiopatska. 1.2. Nasledna 1.2.1. BMPR2 (engl. - bone morphogenetic protein receptor tip 2) 1.2.3. ALK-1 (engl. - acitivin receptor like kinase 1 gene), ENG, SMAD9, CAV1, KCNK3 1.2.3. Nepoznata 1. 3. Lekovima ili toksinima indukovana plućna hipertenzija 1. 4. Plućna hipertenzija udružena sa 1. 4. 1. Bolestima vezivnih tkiva 1. 4. 2. HIV infekcijom 1. 4. 3. Portalnom hipertenzijom 1. 4. 4. Urošenom srčanom manom 1. 4. 5. Šistosomijazom 1. 4. 6. Hroničnom hemolitičnom anemijom 1. 5. Perzistetna plućna hipertenzija novorođenčadi                |
| 1’. Plućna venookluzivna bolest i/ili plućna kapilarna hemangiomatoza |
| I΄.1. Idiopatska I΄.2. Nasledna I΄.2.1. EIF2AK4 mutacija I΄.2.2. Druge mutacije I΄.3 Uzrokovana lekovima, toksinima i zračenjem I΄.4. Udružena sa I΄.4.1. Bolestima vezivnog tkiva I΄.4.2. HIV infekcijom |
| 2’’. Plućna hipertenzija zbog bolesti levog srca |
| 2.1. Sistolna disfunkcija leve komore 2.2. Dijastolna disfunkcija leve komore 2.3. Valvularne bolesti 2.4. Kongenitalne/stečene obstrukcije izlaznog/ulaznog trakta leve komore i kongenitalne kardiomiopatije 2.5. Kongenitalne/stečene stenoze plućnih vena |
| 3. Plućna hipertenzija uzrokovana plućnim bolestima i/ili hipoksijom |
| 3.1. Hronična opstruktivna bolest pluća 3.2. Intersticijalne bolesti pluća 3.3. Druge plućne bolesti sa mešovitim restriktivnim i opstruktivnim poremećajima 3.4. Poremećaji disanja povezani sa spavanjem 3.5. Alveolarna hipoventilacija 3.6. Hronična izloženost velikim visinama 3.7. Razvojna plućna bolest (Web tabela III) |
| 4. Hronična tromboembolijska plućna hipertenzija i druge opstrukcije plućne arterije |
| 4.1. Hronična tromboembolijska plućna hipertenzija 4.2. Druge opstrukcije plućne arterije 4.2.1. Angiosarkom 4.2.2. Drugi intravaskularni tumori 4.2.3. Arteritis 4.2.4. Kongenitalne stenoze plućne arterije 4.2.5. Paraziti (hidatidoza) |
| 5. Plućna hipertenzija sa nejasnim i/ili multifaktorijalnim mehanizmima |
| 5.1. Hematološki poremećaji 5.1.1. Hronična hemolitička anemija 5.1.2. Mijeloproliferativne bolesti 5.1.3. Splenektomija 5.2. Sistemske bolesti 5.2.1. Sarkoidoza 5.2.2. Plućna histiocitoza 5.2.3. Limfangioleiomiomatoza 5.2.3. Neurofibromatoza 5.3 Metabolički poremećaji 5.3.1. Bolest deponovanja glikogena, 5.3.2. Gaucher-ova bolest 5.3.2. Tireoidni poremećaji 5.4. Ostalo 5.4.1. Plućna tumorska trombotična mikroangiopatija, 5.4.2. Fibrozirajući medijastinitis, 5.4.3. Hronična bubrežna slabost (sa/bez dijalize) 5.4.4. Segmentna plućna hipertenzija |
| BMPR2 = morfogenetski proteinski receptor za kost tip 2; EIF2AK4 = eukariotski faktor inicijacije translacije 2 alfa kinaze 4; HIV=humani virus imunodeficijencije. |

## Klinička slika
Bolesnici sa primarnom plućnom hipertenzijom žale se na 
- Bol u grudima, koji može da se širi ka vratu (bol je verovatno je posledica ishemije subendokardnog sloja desne komore i rastezanja plućne arterije). Nekada jak bol u grudima može biti prouzrokovan disekcijom glavnog plućne arterije.
- Slabost, zamor,
- Dispneja ( otežano disanje) pri naporu
- Sinkopa (kratkotajan gubitak svesti).
- Promuklost  — ako je plućna arterija proširena i vrši pritisak na levi larinksni rekurentni nerv.
- Retko se javljaju kašalj i hemoptizije (iskašljavanje krvi).
- Kod nekih bolesnika javlja se periferna cijanoza.

Kod ovih bolesnika često nastupa neočekivana i neobjašnjiva smrt, najverovatnijer izazvana terminalnom insuficijencijom desnog srca. 
U kasnijem toku bolesti mogu biti prisutni i znaci slabosti desne komore (hepatomegalija - uvećanje jetre, periferni otoci i ascites - nakupljanje tečnosti u trbuhu).

## Dijagnoza
Dijagnoza IPAH postavlja se na osnovu: anamneze, kliničke slike, kliničkog pregleda, rendgenografije i ultrasonografije srca i pluća, EKG-a, kateterizacije srca.

## Terapija
Medikamentna
Medikamentna terapija koja kod nekih bolesnika sa IPAG može dovesti do kliničkog i hemodinamskog poboljšanja, obuhvata sledeće lekove:
- nitroprusid,
- hidralazin,
- diazoksid,
- beta agonisti-terbutalin, izoproterenol,
- kalcijumski antagonisti-nifedipin, verapamil)

Povoljni hemodinamski efekti oralne terapije medikamentima kao što su diazoksid ili hidralazin mogu da potraju više meseci. Pre odluke o dugoročnoj terapiji ovim medikamentima potrebno je proveriti njihovu efikasnost i otkriti eventualne neželjene efekte.
Hirurška
Danas se uspešno primenjuje hirurška metoda lečenja (transplantacija srca i pluća) koja se i dalje usavrđava i daje šansku za izlečenje nekim pacijenatima sa primarnom plućnom hipertenzijom.

## Literatura
- McLaughlin, V. V.;  . (април 2009). „ACCF/AHA 2009 expert consensus document on pulmonary hypertension: A report of the American College of Cardiology Foundation Task Force on Expert Consensus Documents and the American Heart Association: Developed in collaboration with the American College of Chest Physicians, American Thoracic Society, Inc., and the Pulmonary Hypertension Association”. Circulation. 119 (16): 2250—94. PMID 19332472. doi:10.1161/CIRCULATIONAHA.109.192230.. [Medline]. [Full Text].
- Shapiro, S. M.; Oudiz, R. J.; Cao, T.; Romano, M. A.; Beckmann, X. J.; Georgiou, D.; Mandayam, S.; Ginzton, L. E.; Brundage, B. H. (август 1997). „Primary pulmonary hypertension: Improved long-term effects and survival with continuous intravenous epoprostenol infusion”. J Am Coll Cardiol. 30 (2): 343—9. PMID 9247503. doi:10.1016/S0735-1097(97)00187-3.
- Oudiz, R. J.; Schilz, R. J.; Barst, R. J.; Galié, N.; Rich, S.; Rubin, L. J.; Simonneau, G.; Treprostinil Study Group (август 2004). „Treprostinil, a prostacyclin analogue, in pulmonary arterial hypertension associated with connective tissue disease”. Chest. 126 (2): 420—7. PMID 15302727. doi:10.1378/chest.126.2.420.
- Simonneau, G.; Barst, R. J.; Galie, N.; Naeije, R.; Rich, S.; Bourge, R. C.; Keogh, A.; Oudiz, R.; Frost, A.; Blackburn, S. D.; Crow, J. W.; Rubin, L. J.; Treprostinil Study Group (март 2002). „Continuous subcutaneous infusion of treprostinil, a prostacyclin analogue, in patients with pulmonary arterial hypertension: A double-blind, randomized, placebo-controlled trial”. Am J Respir Crit Care Med. 165 (6): 800—4. PMID 11897647. doi:10.1164/ajrccm.165.6.2106079.

## Spoljašnje veze
- 2015/2016 ESC/ESR Preporuke za dijagnozu i lečenje plućne hipertenzije —  European Society of Cardiology & European Respiratory Society

|  | Molimo Vas, obratite pažnju na važno upozorenje u vezi sa temama iz oblasti medicine (zdravlja). |